# 高麗博物館
高麗博物館（こうらいはくぶつかん）は、朝鮮民主主義人民共和国（北朝鮮）開城市の博物館である。

## 概説

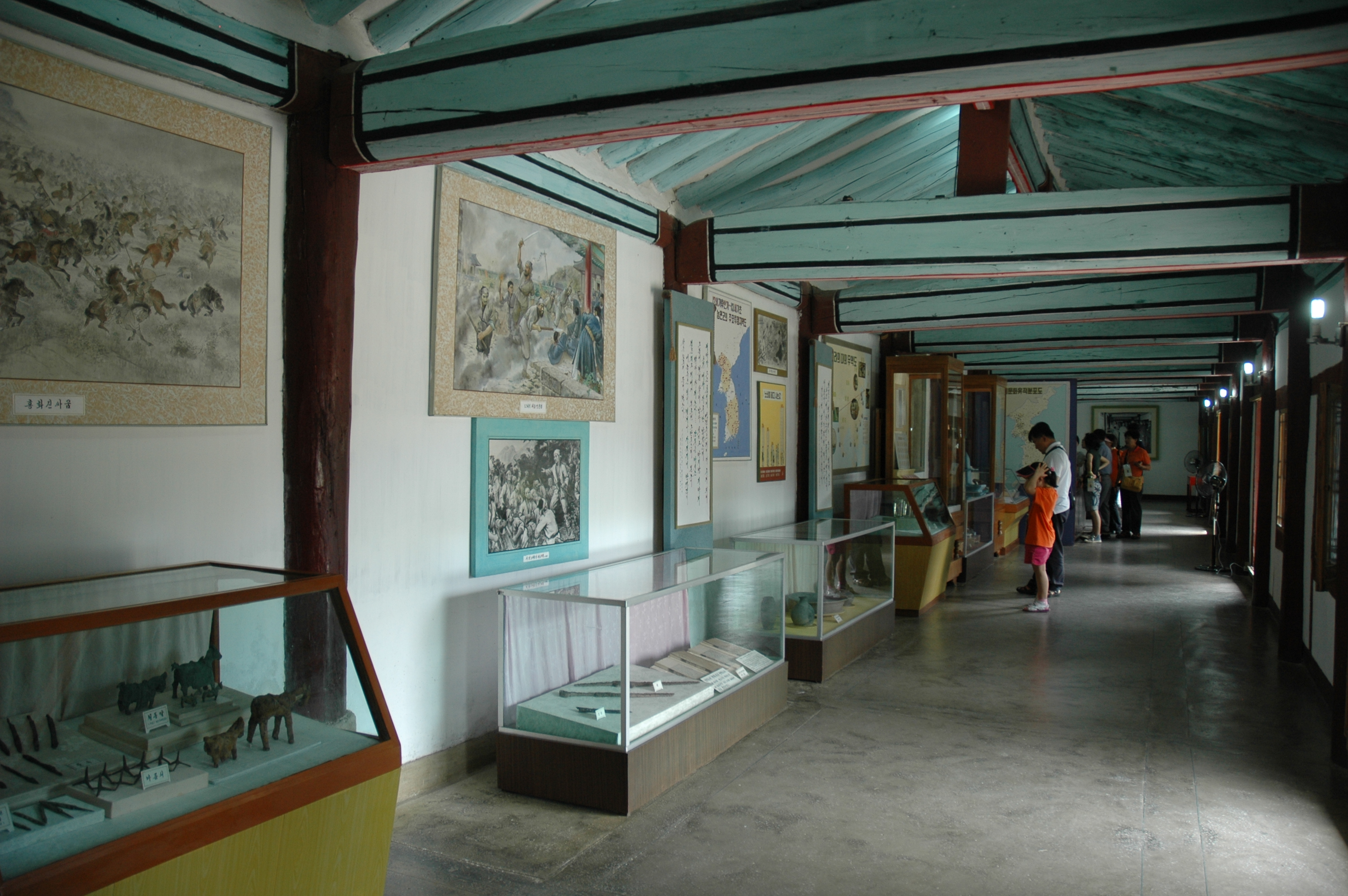
高麗博物館

高麗時代から李氏朝鮮時代に至るまで最高教育機関であった成均館（せいきんかん、성균관）の建物を使用しているが、博物館としては1987年に建設された。12棟の本館、6棟の分館から構成され、総面積は7万平方キロに及ぶ。館内には約1,000件の歴史的遺物、館外には石塔、石碑などが展示されている。建物は2013年に「開城の歴史的建造物群と遺跡群」の構成資産として世界遺産リストに登録された。

### 展示内容
- 第一号展覧館
高麗の成立とその発展に関係する展示
- 第二号展覧館
金属活版印刷の発展と世界に与えた影響など、李氏朝鮮時代の印刷工業に関係する展示
青磁などの展示
- 第三号展覧館
釈迦如来の銅像
約8,000巻の仏教書籍の展示
- 第四号展覧館
鉄、青銅などの金属及び石で製作された工業における芸術作品の展示
- 館外文化財
  - 「玄化寺」の石塔及び石碑
7層に及ぶ石塔と石碑から構成されていて、塔の高さは8.64メートル。高麗時代初期の1020年に建設されたといわれ、これは朝鮮民主主義人民共和国の国宝（en:National Treasures of North Korea）139号と151号に指定されている
  - 「興国寺」の石塔遺跡
高麗王家のため、1021年に建設された。朝鮮戦争中、アメリカ軍によって多くを破壊されている
  - 五層石塔
951年に建設された。元は「仏日寺」の「金殿」にあったものが、1960年に現在の位置へ移された
  - 「開国寺」の石灯
935年に建設された石灯

## その他
入り口には、お土産を販売する売店や、北朝鮮の切手を販売する「朝鮮郵票展示館」が設置されている。

## 日本の高麗博物館
1990年、在日朝鮮人女性による「日本政府は植民地時代に韓半島から略奪した文化財を一堂に集めて展示できる博物館を建設してほしい」という投稿を朝日新聞が掲載したことを契機に日本基督教団の東海林勤が代表として「高麗博物館をつくる会」が結成され、2001年12月に東京都新宿区新大久保に特定非営利活動法人「高麗博物館（英称 Korea Museum）」が設立された（初代館長は東海林勤）。